# Ictalurus
Ictalurus – rodzaj ryb sumokształtnych z rodziny sumikowatych (Ictaluridae). 

## Występowanie
Ameryka Północna.

## Klasyfikacja
Gatunki zaliczane do tego rodzaju:
- Ictalurus australis
- Ictalurus balsanus
- Ictalurus dugesii
- Ictalurus furcatus – sumik błękitny[3]
- Ictalurus lupus
- Ictalurus meridionalis
- Ictalurus mexicanus
- Ictalurus ochoterenai
- Ictalurus pricei
- Ictalurus punctatus – sumik kanałowy[4], sum kanałowy[5]

Gatunki kopalne 
- †Ictalurus echinatus
- †Ictalurus lambda
- †Ictalurus rhaeas
- †Ictalurus spodius

Gatunkiem typowym jest Silurus cerulescens (species inquirendae – gatunek, którego oznaczenie jest wątpliwe i wymaga dalszych badań, prawdopodobnie Ictalurus punctatus lub Ictalurus furcatus) .

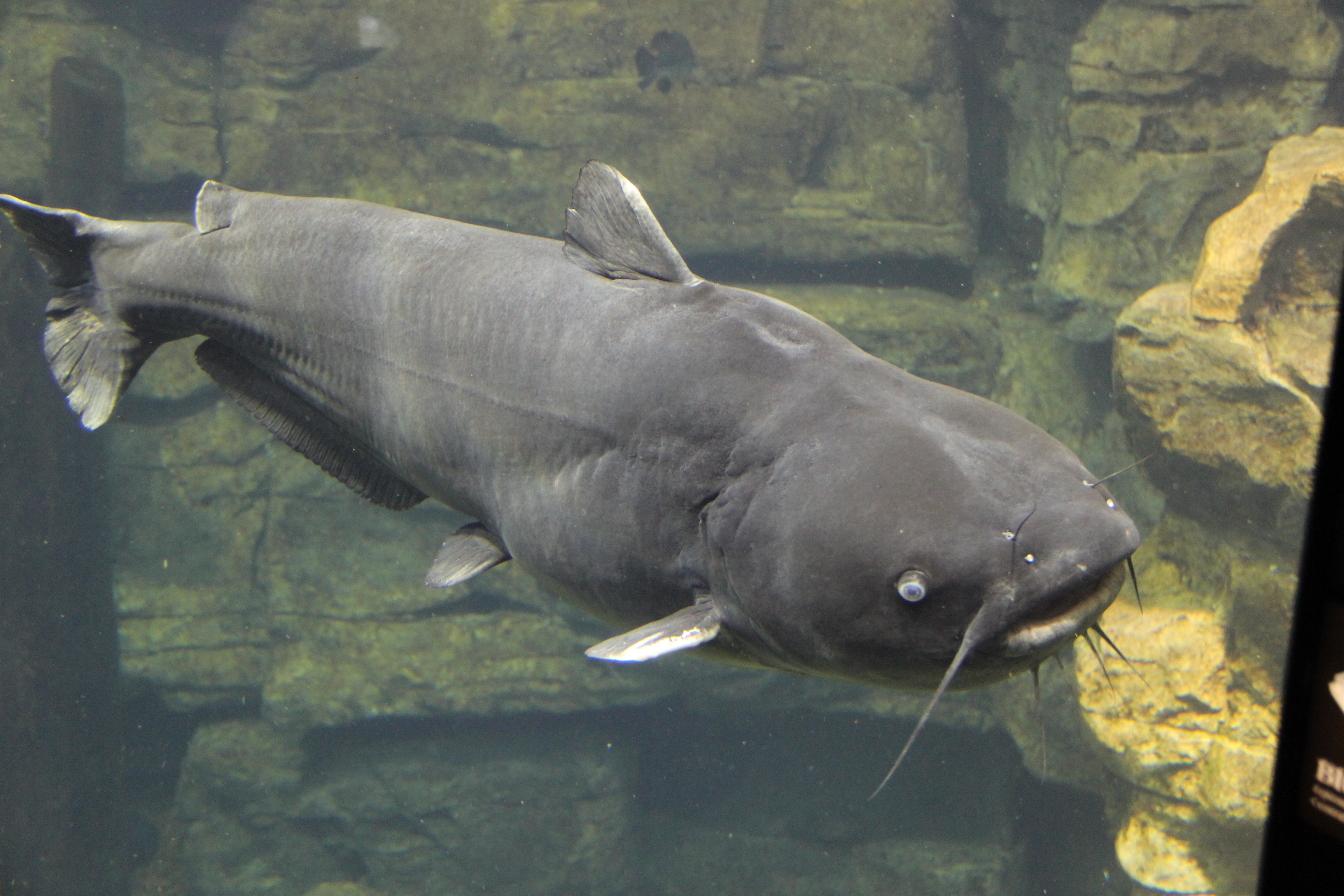
Ictalurus furcatus